# 1560 w polityce

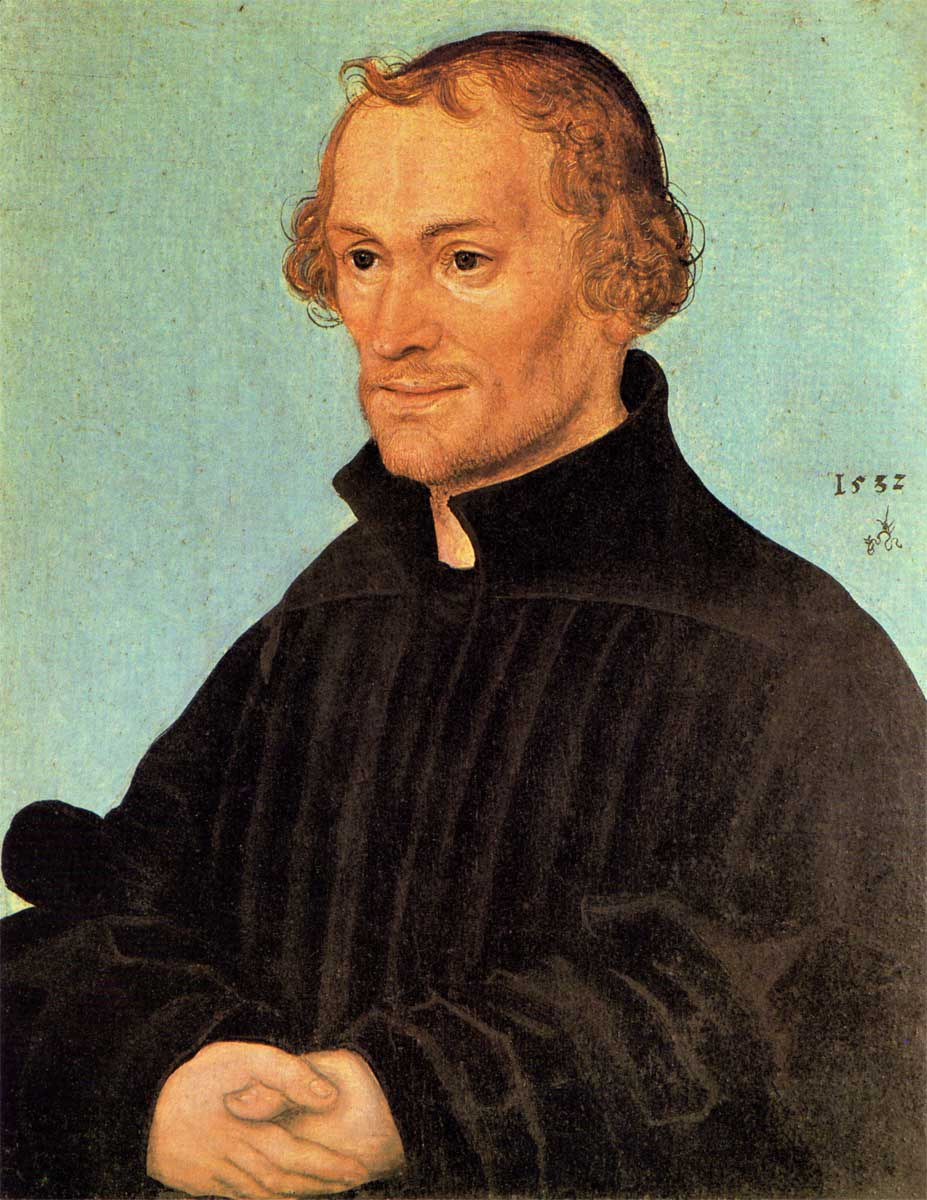
Filip Melanchton

Wydarzenia polityczne w 1560 roku.

## Zmarli
- 19 kwietnia Filip Melanchton, niemiecki reformator religijny[1].